# 皮雷斯费雷拉
皮雷斯费雷拉是巴西塞阿拉州的一个市镇。总面积242.189平方公里，总人口9492人，人口密度39.2人/平方公里。